# Brachylophosaurus
Brachylophosaurus, é um gênero de dinossauro hadrossaurídeo que viveu no fim do período Cretáceo. Media em torno de 7,5 metros de comprimento, 3,7 metros de altura e uma massa corporal por volta de sete toneladas.
O Brachylophosaurus viveu na América do Norte e seus fósseis foram encontrado em Alberta, no Canadá e em Montana, nos Estados Unidos.